# Турья (Ровненская область)
Турья (укр. Тур'я) — село в Смыгской поселковой общине Дубенского района Ровненской области Украины.
Население по переписи 2001 года составляло 334 человека. Население по данным 2020 года составляло 232 человека. Почтовый индекс — 35683. Телефонный код — 3656. Код КОАТУУ — 5621680413.